# Holopelus
Holopelus is een geslacht van spinnen uit de  familie van de Thomisidae (krabspinnen).

## Soorten
- Holopelus albibarbis Simon, 1895
- Holopelus almiae Dippenaar-Schoeman, 1986
- Holopelus bufoninus Simon, 1886
- Holopelus crassiceps (Strand, 1913)[1]
- Holopelus irroratus (Thorell, 1899)
- Holopelus malati Simon, 1895
- Holopelus piger O. P.-Cambridge, 1899